# سمفونی شماره ۱ (مالر)
سمفونی شماره ۱ (انگلیسی: Symphony No. 1) همچنین شناخته شده با عنوان سمفونی تایتان، نخستین سمفونی گوستاو مالر است که اواخر ۱۸۸۷ تا مارس ۱۸۸۸ تکمیل گردید. این سمفونی زمانی تصنیف گردید که مالر، به عنوان دومین رهبر ارکستر اپرای لایپزیک آلمان فعالیت می‌کرد. سمفونی شماره ۱ دارای ۴ موومان است